# Ron Volmer
Ronald Lloyd Volmer, detto Ron (Downey, 22 novembre 1935), è un ex pallanuotista e nuotatore statunitense.
Ha fatto parte della Stati Uniti ai Giochi di Roma 1960, giocando quattro partite e segnando quattro gol.
Era anche un ottimo nuotatore. Ha battuto un record mondiale di nuoto per la farfalla da 50 yard e ha mantenuto quel record per circa 15 minuti.
Ha vinto una medaglia d'argento ai Giochi Panamericani del 1963.
È stato inserito nella US Water Polo Hall of Fame nel 1990.